# Oleksij Kovtun
Oleksij Oleksandrovyč Kovtun (in ucraino Олексій Олександрович Ковтун?; Kiev, 5 febbraio 1995) è un calciatore ucraino, difensore del Keflavík.